# 穆爾加島
67°14′S 46°43′E / 67.233°S 46.717°E
穆爾加島是南極洲的島嶼，位於恩德比地離岸6公里，處於基克比角東北面9公里，該島嶼在1956年由澳大利亞的探險隊拍攝空中照片。